# Église Saint-Médard de Bœrsch
L'église Saint-Médard est un monument historique situé à Bœrsch, dans le département français du Bas-Rhin.

## Localisation
Ce bâtiment est situé rue de l'Église à Bœrsch.

## Historique
Une première église est construite à Boersch au XIIe siècle sous l’impulsion du grand chapitre de Strasbourg. Cette église est en majeure partie détruite par un incendie en 1385. Elle est reconstruite vers 1400, le nouvel édifice ne conservant de l’ancienne structure que la partie inférieure de la tour. Peu après le milieu du XVIIIe siècle, il est décidé de reconstruire une nouvelle fois l’église. Le chantier est confié en 1769 à Jean-Michel Beitler et s’achève en 1771. De l’ancienne église n’est une nouvelle fois conservé que la partie inférieure de la tour, le reste étant remplacé par une construction baroque. Déjà surhaussée de deux étages lors de ces travaux, la tour est encore surélevée d’un étage néogothique en 1878. Le clocher fait l'objet d'une inscription au titre des monuments historiques depuis 1930.

## Mobilier

### Maître-autel
Le maître-autel est surmonté par un tableau de Jean-Daniel Heimlich, datant de 1773 et représentant l'évêque de Soissons saint Médard.

### Mont des Oliviers
Au pied du chevet de l’église se trouve un édicule datant du premier quart du XVIIe siècle et abritant un Mont-des-Oliviers. L’ensemble fait l’objet d’une inscription au titre des monuments historiques depuis le 6 janvier 1930.

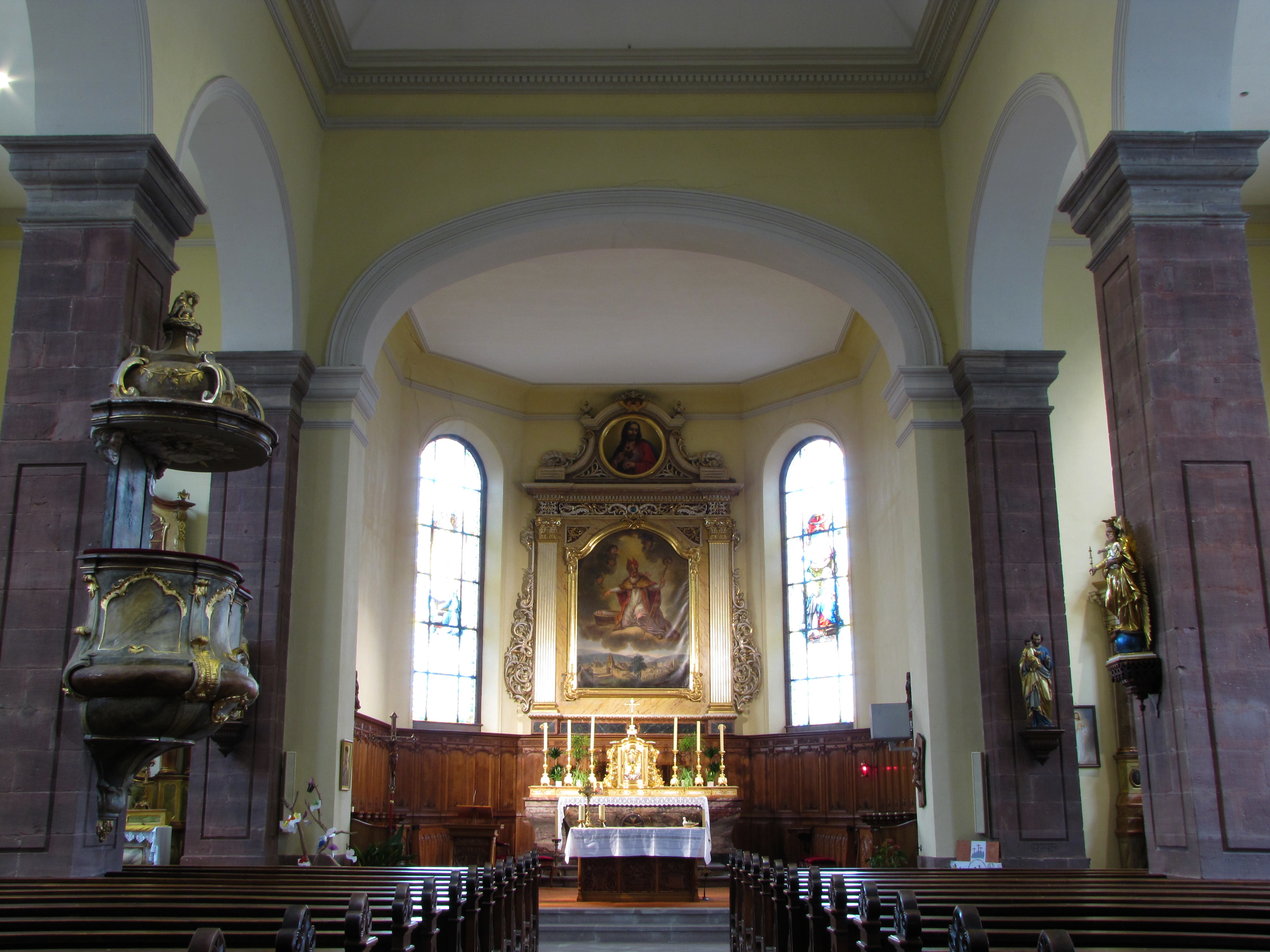
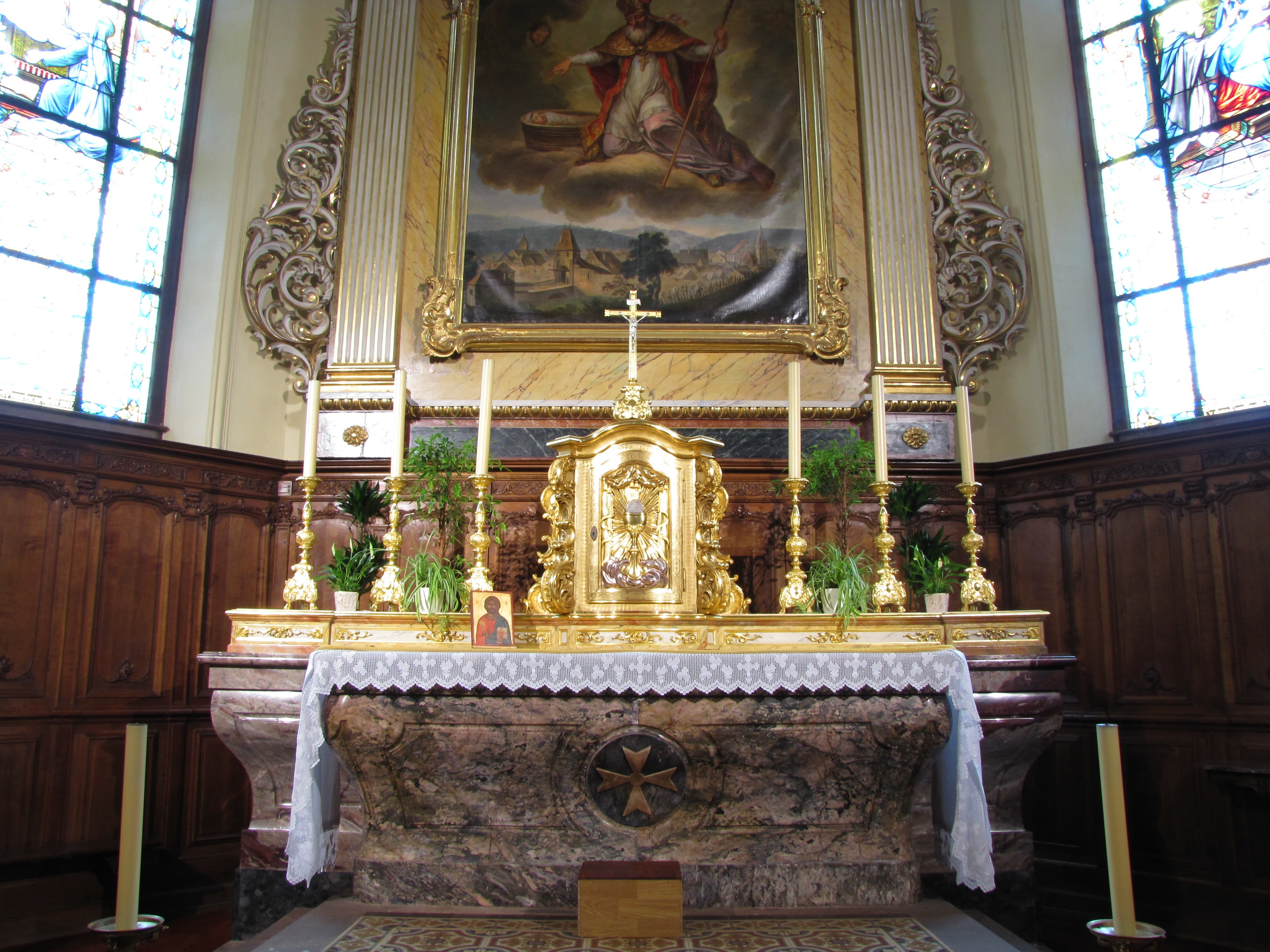
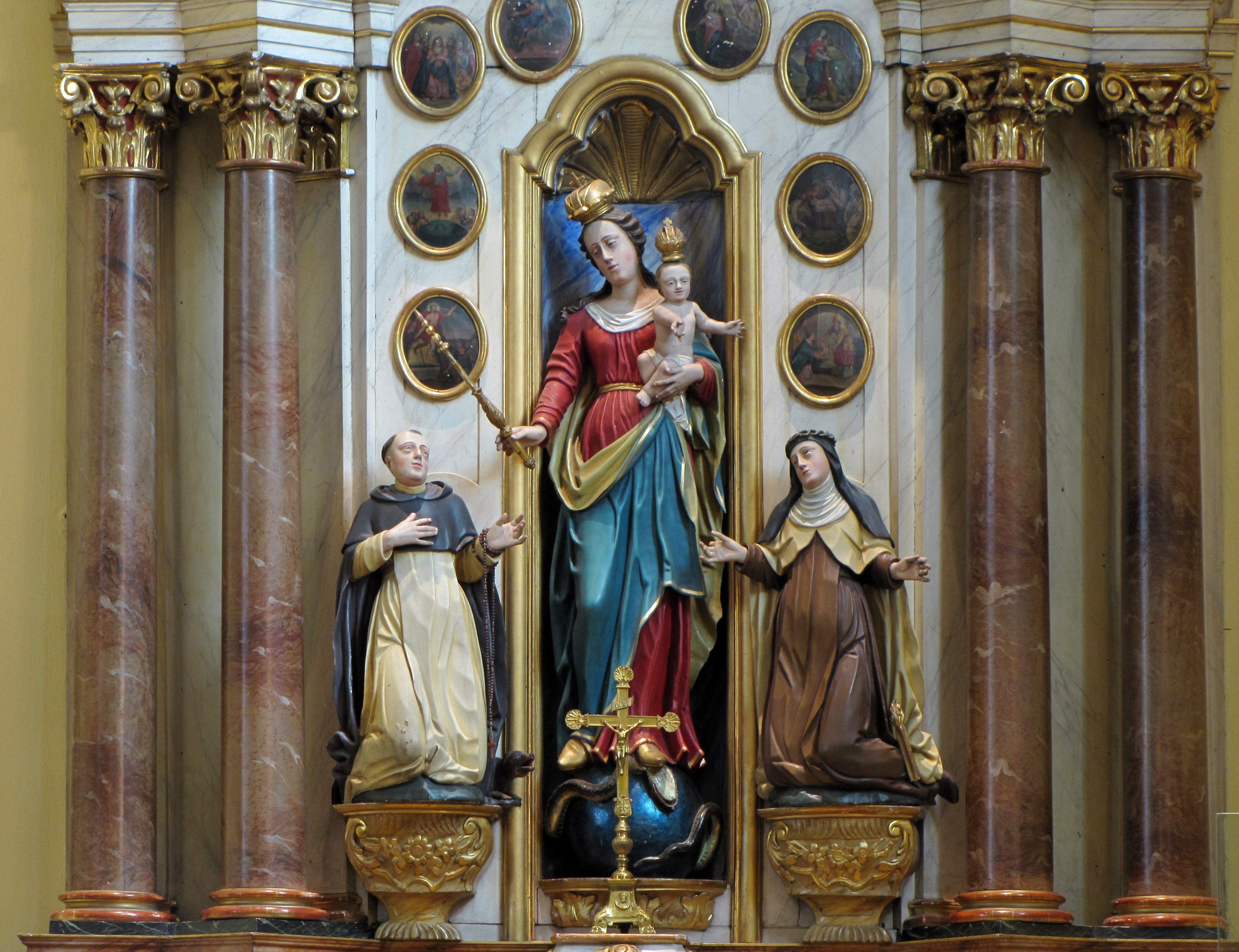
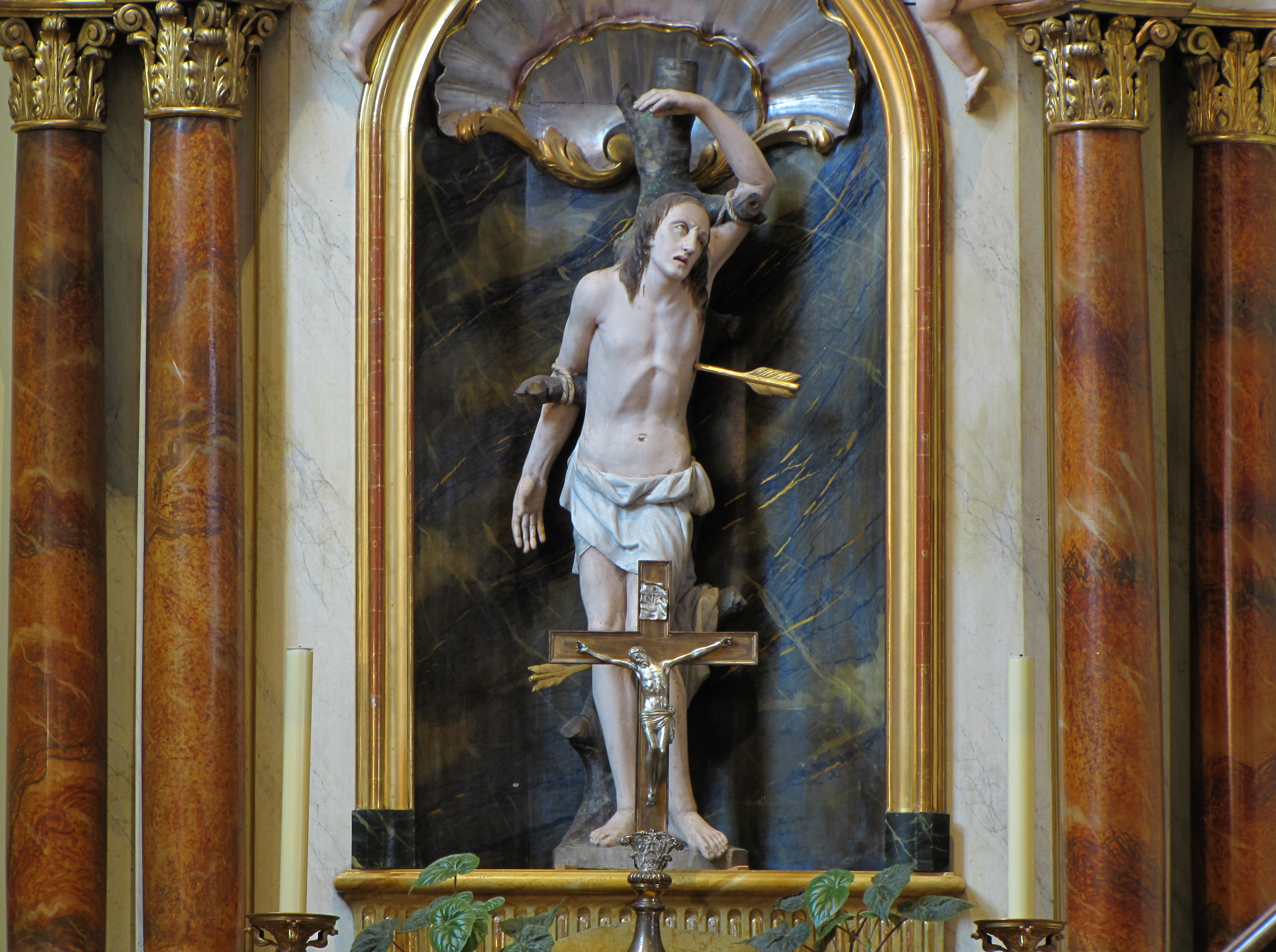
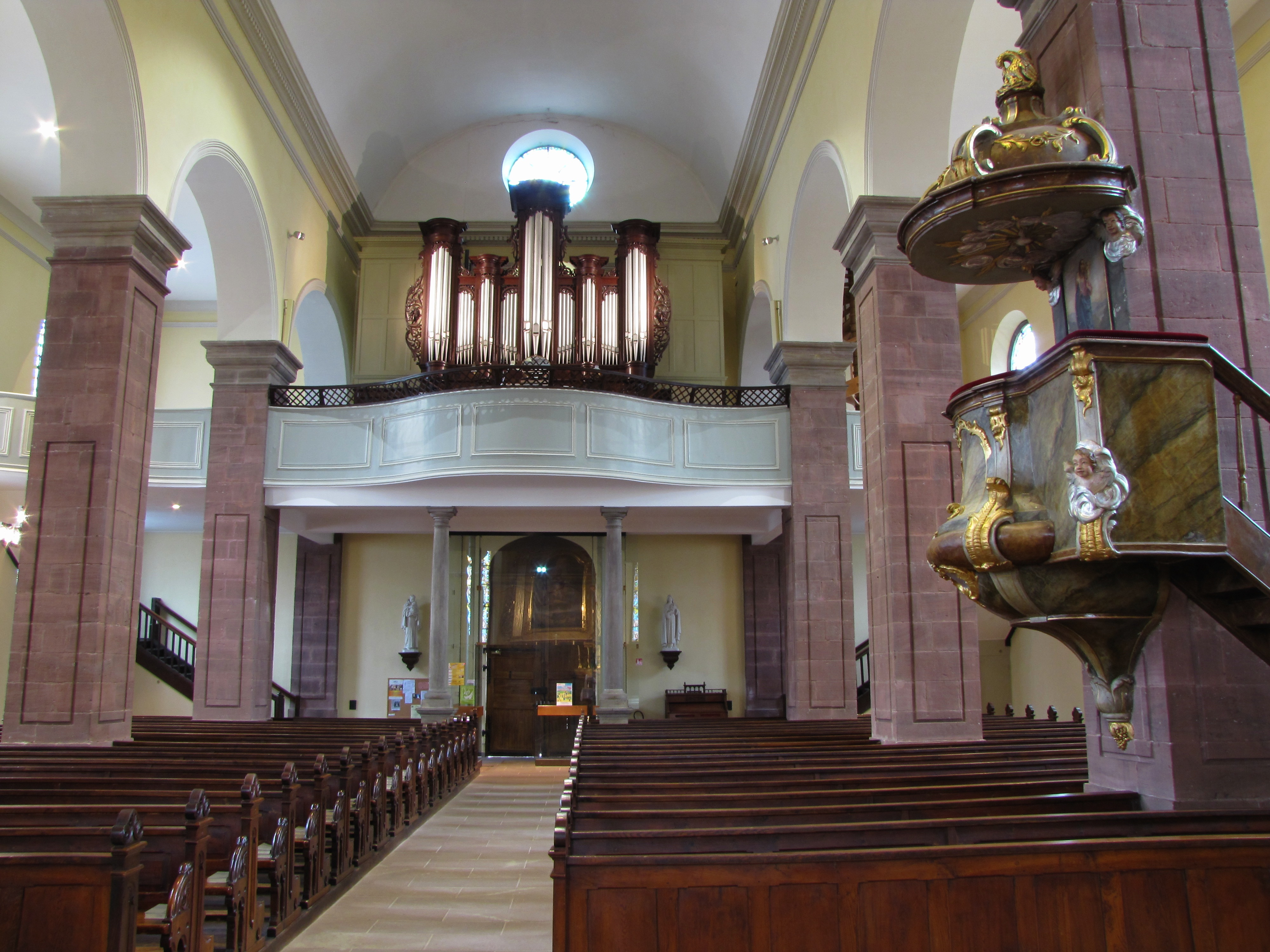
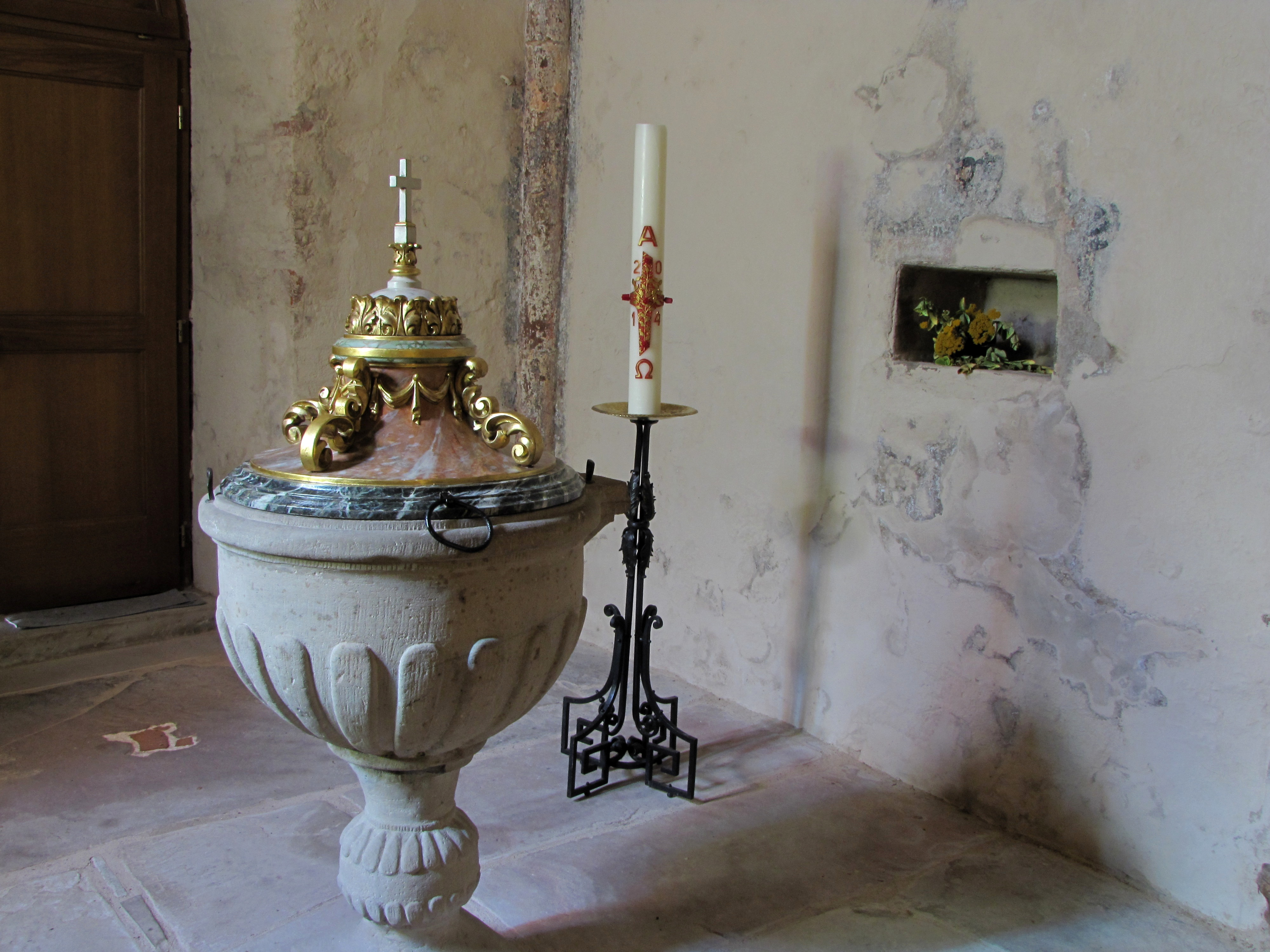